# ساوند شيبس
ساوند شيّبس (بالإنجليزية: Sound Shapes)‏ هي لعبة فيديو صدرت في عام 2012 وتم تصميمها من قبل جوناثان ماك وشو-هان ليم وتم تطويرها بواسطة كويزي جيمز لأجهزة بلاي ستيشن 3 وبلاي ستيشن 4 وبلاي ستيشن فيتا. اللعبة عبارة عن لعبة منصات جانبية مع تركيز موسيقي. تتميز اللعبة أيضًا بالقدرة على إنشاء المراحل ومشاركتها مع المستخدمين الآخرين. يتميز إصدار بلاي ستيشن فيتا من اللعبة باستخدام شاشة اللمس ولوحة اللمس الخلفية لوضع أصوات الآلات الموسيقية المختلفة أثناء إنشاء المراحل. تم عرض ساوند شيّبس في مؤتمر إي 3 في عام 2011 وحصلت على ترشيحات لجائزة أفضل عرض من مواقع وسائل الإعلام بما في ذلك آي جي إن و 1 أب وإليكتريك بلاي غراوند. كما حصل على جائزتي نقاد الألعاب (أفضل لعبة هاتف محمول وأفضل عرض). 
في جوائز سبايك لألعاب الفيديو لعام 2011، أُعلن أن ديد ماوس سيساهم بأغانٍ ومواد صوتية في المشروع. 
ساهم بيك بثلاث أغانٍ جديدة للعبة: «سيتسز» و «تتش ذا بيبول» و «سبايرل ستيركيّس». لا تزال هذه الأغاني حصرية للعبة اعتبارًا من عام 2017، على الرغم من رغبة المعجبين بأن يتم إصدارها رقميًا.   

## استقبال
| استقبال |        |
| --- | ------ |
| الدرجات الإجمالية المجموع نقاط غيم رانكينغز 86.60% [ 8 ] ميتاكريتيك 84/100 [ 9 ] نتائج المراجعة نشرة نقاط إدج 8/10 يورو غيمر 7/10 غيم إنفورمر 9/10 غيم سبوت 9/10 آي جي إن 9.0/10 |        |
| الدرجات الإجمالية |        |
| المجموع | نقاط   |
| غيم رانكينغز | 86.60% |
| ميتاكريتيك | 84/100 |
| نتائج المراجعة |        |
| نشرة | نقاط   |
| إدج | 8/10   |
| يورو غيمر | 7/10   |
| غيم إنفورمر | 9/10   |
| غيم سبوت | 9/10   |
| آي جي إن | 9.0/10 |

 تم اختيار ساوند شيّبس لأفضل لعبة محمولة في جوائز سبايك لألعاب الفيديو لعام 2012. كما فازت ساوند شيْبس بجائزة أفضل أغنية في لعبة وهي  «سيتيز» بيك.
وقد أثبتت اللعبة أيضًا شعبيتها بين لاعبي بلاي ستيشن فيتا نظرًا لكونها بلاتينيوم بسيط نسبيًا وممتع. هذه جائزة للحصول على 100٪ من الإنجازات في لعبة فيديو. يُنظر إلى البلاتينيوم على أنه قابل للتحقيق وقصير، وقد ظهر في العديد من مواقع الويب بسبب هذا.